# Majstorovina
Majstorovina este un sat din comuna Bijelo Polje, Muntenegru. Conform datelor de la recensământul din 2003, localitatea are 327 de locuitori (la recensământul din 1991 erau 393 de locuitori).

## Demografie
În satul Majstorovina locuiesc 263 de persoane adulte, iar vârsta medie a populației este de 40,0 de ani (39,6 la bărbați și 40,5 la femei). În localitate sunt 101 gospodării, iar numărul mediu de membri în gospodărie este de 3,23.
Populația localității este foarte eterogenă.
|  |

| Demografie | Demografie | Demografie |
| An         | Locuitori  | Locuitori  |
| ---------- | ---------- | ---------- |
|            |            |            |
|            |            |            |
|            |            |            |
|            |            |            |
| 1948       | 404        |            |
| 1953       | 441        |            |
| 1961       | 533        |            |
| 1971       | 538        |            |
| 1981       | 525        |            |
| 1991       | 393        | 387        |
| 2003       | 327        | 327        |

| \| Componența etnică conform recensământului din 2003[2] \| Componența etnică conform recensământului din 2003[2] \| Componența etnică conform recensământului din 2003[2] \| Componența etnică conform recensământului din 2003[2] \| Componența etnică conform recensământului din 2003[2] \| \| ----------------------------------------------------- \| ----------------------------------------------------- \| ----------------------------------------------------- \| ----------------------------------------------------- \| ----------------------------------------------------- \| \| \| \| \| \| \| \| Muntenegreni \| Muntenegreni \| \| 181 \| 55,35% \| \| Sârbi \| Sârbi \| \| 144 \| 44,03% \| \| necunoscută \| necunoscută \| \| 1 \| 0,3% \| |              |  |     |        |
| Componența etnică conform recensământului din 2003 |              |  |     |        |
| |              |  |     |        |
| Muntenegreni | Muntenegreni |  | 181 | 55,35% |
| Sârbi | Sârbi        |  | 144 | 44,03% |
| necunoscută | necunoscută  |  | 1   | 0,3%   |